# 八神隆之
八神 隆之（やがみ たかゆき）は、セガのゲームシリーズ『龍が如く』のスピンオフ作品で、2018年発売のアクションアドベンチャーゲーム『JUDGE EYES:死神の遺言』及び2021年に発売された続編の『LOST JUDGMENT 裁かれざる記憶』に登場する架空の人物である。弁護に成功した依頼人が恋人を殺害したことをきっかけに辞職した元刑事弁護人。
龍が如くスタジオでは、シリーズの主人公桐生一馬の物語を締めくくる『龍が如く6 命の詩。』の発売に続いて、新しいタイプの主人公を作りたいと考えていた。桐生が力強く英雄的な存在であるのに対し、八神は悩みを抱えた人生を歩んできたことで、より親近感の持てるキャラクターになることを意図している。2人の主人公の差別化を図って、八神には神室町の住人と仲良くなるサイドクエストが用意されている。

## 作成と開発
ゲーム『龍が如く6 命の詩。』で『龍が如く』シリーズの主人公、桐生一馬の物語を締めくくって以来、龍が如くスタジオのゲーム開発者たちは、この物語のために個性的なキャラクターを作りたいと考えていた。プロデューサーの細川一毅の呼びかけで、キャラクターは探偵に決定した。最大の影響を受けたのは、ポール・ニューマン主演の映画『評決』で、この映画では、ニューマン演じるフランク・ギャルヴィンが、弁護士としてのキャリアの中で八神と同様の危機に陥るシーンが描かれている。桐生と新主人公のコントラストを際立たせるために、スタッフは八神をより親近感のあるキャラクターに育てようとした。龍が如くスタジオは、探偵小説の人気を背景に、ゲームを進めていく中で、プレイヤーと一緒に知識を深めていく人物として八神を描いている。セガは八神を「周囲の圧倒的な絶望の中でも、自分の信じることのために戦う信念のある男」と表現した。八神の戦い方は、中国の武術をモチーフにしている。

総監督で脚本家の名越稔洋によると、この探偵のアイデアは、韓国映画を中心に複数の影響を受けているという。細川は、刑事ドラマを題材にしたゲームが少ないため、八神を目立たせたいと考えていたが、新しいキャラクターを作ることは大きな課題であると認識していた。桐生の後継者にふさわしい主人公を作るために、細川は「ノワールの雰囲気に合うように、より地に足の着いたキャラクターにしたい」と考えていた。またこうも語っている。
 「物語を書いているときに、昔からのキャラクターがしっかりしていると、そのキャラクターが次の展開を決めるんですよね。それに対して八神の場合は、開発当初は何の愛着もありませんでした。同じシリーズを長く続けてきた開発チームにとっては、挑戦であると同時にチャンスでもありました。」  
 主人公には街とのつながりを大切にしてほしいというスタッフの思いから、八神が神室町の住人と仲良くなって絆を深めていく「フレンドシップシステム」というゲームシステムを導入した。開発者らは、メインストーリーでは八神の性格の一面を探求し、サイドクエストでは、シリアスとコメディのバランスを求めるファンにも楽しんでもらえるように工夫した。細川は、八神と他のキャラクターとの絆を大切にしているため、『JUDGE EYES』の中でも、フレンドシステムを最も気に入っている部分の一つと考えていた。そのため、細川は、八神と町や人々との強いつながりがあるため、『JUDGE EYES』の続編の舞台も神室町にしなければならないと考えている。これまでの『龍が如く』の主人公は神室町への単なる訪問者であることが多かったのに対し、八神は神室町に住む一般市民として描かれており、彼の社会生活をより深く掘り下げることができた。
ローカライゼーションプロデューサーのスコット・ストリチャートは、ファンに対して、桐生や真島吾朗のようなこれまでの『龍が如く』のキャラクターが恋しくなるかもしれないが、「超頭脳明晰で、鋭いウィットを持っていて、自分の欠点も抱えている人間、彼自身」と表現する八神を受け入れてくれることを期待していると語った。八神と元恋人の藤井真冬の関係は、そのロマンスは『JUDGE EYES』のスリルを損なうと名越が判断したため、開発中に変更された。また、名越は、木村拓哉が欧米では人気がないため、英語圏でのこのゲームの人気に疑問を呈している。発売後、セガのスタッフは、もし『JUDGE EYES』の続編が出るとしたら、引き続き、八神と相棒の海藤正治が主役を務め、神室町を舞台にしていいのではないかと考えた。

### 声優
『JUDGE EYES』の開発初期に、開発者は八神役に有名な俳優を起用することを検討し、木村拓哉を起用することにした。名越は、木村の人気の高さにより、プレイヤーから「キャラクター性が弱まっている」と非難されることを恐れていた。しかし、木村はチームの提案を受け入れ、開発者と協力してキャラクターに磨きをかけた。桐生が他のどの『龍が如く』のゲームで口にしたセリフの数よりも、『JUDGE EYES』で八神が口にしたセリフの数の方が多いのである。セガは、木村の演技に満足しており、収録中のリテイクが予想以上に少なくて済んだと指摘している。木村の演技に合うように書き直された台詞もいくつかあったが、脚本家は八神の性格にそぐわない変更ではないことを確認している。ゲーム中のセリフは時系列順に収録されており、物語の中で八神のキャラクターが成長していくにつれ、木村の声が変化していくのを感じられるようになっている。木村はゲームでの仕事を楽しみ、そして名越は「木村のメッセージへの返信の早さに感心した」とコメントした。これまでの龍が如くシリーズとは異なり、シナリオを書き上げてからの収録ではなかったため、木村をはじめとする出演者の協力が得られたという。このゲームは、1997年のテレビドラマ『ラブジェネレーション』で木村が演じるキャラクターが口にしたセリフ「ちょ待てよ」や、八神が木村のように複数の衣装を着ていることなど、木村の経歴の他の部分も参考にしている。
『龍が如く』シリーズを熟知していたグレッグ・チャンは、英語版『JUDGE EYES』で八神の声を担当することになり、驚きと喜びを感じていた。八神の声は、言語に関係なく「正真正銘の大物」のように聞こえるように意図されており、ローカリゼーションチームはそれを成功させたと信じている。チャンは「演技を押し通すためのトリックを手放さなければならなかったし、本物であること、本当に地に足がついていることが本当に必要だった」と述べ、このゲームでの仕事に満足感を示した。チャンは日本語版の精神に忠実であり続けるのは難しいと感じたが、八神の真面目さと喜劇の融合を表現することを楽しんだ。彼はゲームのある部分で叫ばなければならないのが難しかったと述べた。チャンは八神のキャラクター・アークの深さに驚き、このゲームでの仕事を忘れられない経験であると考えた。彼は八神のキャラクターはリアルに描かれていて、親しみやすいキャラクターだと感じた。

## 劇中における活躍

### 本編中の回想
1983年生まれ。10代の頃、弁護士の父親が殺人犯の無実を証明したために、報復として被害者の父親から両親を殺されてしまったことで孤児となった。八神は神室町に移り住み、ヤクザの組長の松金貢に引き取られ、育てられる。松金の友人である源田龍造は八神に興味を持ち、法科大学院の学費を払った後に、彼の法律事務所に雇い入れた。八神は検事の藤井真冬と恋愛関係になり、2015年に先端創薬センターに出入りしていたリネン業者の大久保新平が患者の和久光一を殺害したという事件の無罪を証明して世間に知られるようになる。その直後、大久保は恋人の寺澤絵美を殺害し、アパートを全焼させた罪で逮捕される。その結果、八神は藤井と別れ、弁護士業をあきらめてしまう。

### JUDGE EYES:死神の遺言
弁護士を引退して3年後の2018年、私立探偵となり、元松金組のヤクザ海藤正治と行動を共にしていた。松金組の若頭、羽村京平にかけられた殺人罪の無実を証明するために協力しているうちに、被害者の目を抉り取る連続殺人事件に興味を持つようになる。犯人を「モグラ」と名付け、八神と海藤は藤井や源田らの協力を得て事件の捜査を開始する。
モグラに八神の元同僚、新谷正道を殺された後、八神はモグラと先端創薬センターの医師、生野洋司の関係を知る。八神は梶平茂に会い、研究者が「アドデック9」というアルツハイマー病の潜在的な治療薬を発見したと主張したことで失敗した、先端創薬センター周辺地域を引き継ぐ土地再開発計画の失敗を明かされる。梶平は八神に元先端創薬センター副所長の端木亨の死について調査を依頼する。刑事の黒岩満が仲間の刑事、綾部和也をモグラだと告発する中、八神は真犯人はアドデック9の効果を試すための人体実験を行っており、和久、新谷、端木の死は実験の失敗だったと推理する。また、実験を隠蔽するために生野が寺澤を殺したのではないかと疑うようになる。
松金がモグラから八神たちをかばって殺されると、羽村は八神に黒岩がモグラであることを伝え、新谷の殺害に先端創薬センターが関係しているという証拠を八神に提供する。八神は法廷で綾部を弁護し、殺人事件への先端創薬センターの関与を証明することに成功。しかし、裁判中に黒岩が逃亡したことを知り、先端創薬センターに彼を追跡する。その後八神は激闘の末黒岩を倒し、程なくして警官による発砲が致命傷となり死亡。生野もアドデック9の注射による副作用により死亡した。裁判所は大久保を解放し、陰謀に関与した他の者を逮捕する形で事件は幕を降ろした。その後、八神は再び弁護士になることを辞退し、八神探偵事務所で海藤と行動を共にし続ける。

### LOST JUDGMENT 裁かれざる記憶
前作より3年後の2021年12月。横浜の伊勢佐木異人町にて新たに探偵事務所を開業した杉浦と九十九の依頼により、とある仕事を引き受けることとなる。
早速、杉浦と九十九の事務所『横浜九十九課』を訪れると、異人町にある私立誠稜高校でのいじめ調査への協力を要請される。依頼主はその高校の理事長で、校内でいじめがないかどうかを徹底的に調べてほしいというものであった。八神は理事長から詳しい話を聞く中で、誠稜高校に来ていた教育実習生が2か月前から失踪しているという話を耳にする。翌日、八神達は理事長の了解を取り、学校中に小型の隠しカメラを仕掛け、生徒達の様子を監視する。すると早速、2年2組の教室でいじめの様子が捉えられた。そこでは、バスケ部の香田真美という女子生徒が、同じ部のメンバーから陰湿ないじめを受けている様子が映し出されていた。翌日、八神は一計を案じ、いじめを傍観していた同じクラスの生徒達に声を上げさせ、松井らの香田へのいじめを止めることに成功する。
その後、理事長室で今後のことを協議していると、城崎さおりから電話が入る。さおりによると、異人町の廃ビルで腐乱死体が発見され、その身元が2か月前に失踪していた誠稜高校の教育実習生・御子柴弘だったという。今後の調査を有利に進めるため、理事長が顧問を務めるミステリー研究会の顧問として潜入することとなる。
そのような中、八神は異人町を拠点とするマフィア「横浜流氓」に襲撃され、便利屋を営む謎の男、桑名仁に窮地を救われる。この出来事を機に、両者は誠稜高校の事件に協力関係を築いていく。
一方、八神はいじめ事件の調査の過程で、江原敏郎の担任である澤陽子および江原明弘の痴漢に関わった全ての人間が同じ学校（黒河学園）の卒業生であることを知り、痴漢事件と御子柴殺害事件は密接に関係しているのではないかと疑い始める。やがて事件は誠稜高校だけでなく、半グレ集団「RK」を巻き込み、黒河学園で起きた13年前のいじめを原因とする1人の高校生の自殺未遂事件に辿り着く。しかし、八神の奮闘も虚しく澤はRKによって殺害されてしまう。そのような中、相馬や桑名の隠された過去や、江原明弘と桑名の接点が次々と判明したことで、事件の黒幕が桑名であることが決定的となり、八神は事件の当事者達に法の下の裁きを受けさせることを決意する。
その後、八神は桑名と再会するものの、いじめに対する価値観をめぐり意見が対立。これを機に両者は完全に袂を分かつこととなる。
後日、法廷で言葉巧みに証拠を駆使し、江原の御子柴殺しと痴漢事件の関与を証明することに成功。閉廷後、居場所を指定する桑名からの電話を受け、横浜にある倉庫に向かうこととなる。現場には13年前のいじめによる自殺未遂の被害者の母親である厚生労働事務次官の楠本玲子の命を受けたRKもおり、事件の発端となった加害者、川井伸也の冷凍保存された遺体を捜索していた。やがて八神は相馬の襲撃を乗り越え、ついに桑名と対面する。過去の出来事の贖罪のために、いじめに加担する人間に直接手を下すべきという考えを持つ桑名と、どんなに許せないことがあっても適切に法の裁きを受けさせるという考えを持つ八神は互いの主張をかけ、双方の拳を交え合うこととなった。最終的に八神がこの戦いを制するが、桑名は最後まで自らの主張を変えることはなく、川井の遺体を残したまま何処かへ行方をくらます。後日、これまで行方不明になっていた他の被害者の遺体の場所をリークする匿名のタレコミがマスコミに入ったことで事件に幕が降ろされる。

### 海藤正治の事件簿
出張のため神室町を離れていることが明かされており、本編には登場しない。

## 受容
八神隆之に対する批評的な反応は概ね肯定的なものとなっている。IGN IndiaとEntertainment Focusは、物語の中での彼の役割によって提供されるキャラクターの個性と深みを楽しんだ。Engadgetは、彼をテレビドラマの刑事に例えて、その道義心から「欠陥はあるが愛すべきヒーロー」と呼んでいる。RPGamerは八神を好感の持てるヒーローと呼び、彼のキャラクター・アークはこのゲームの最高の部分だと考えており、IGNはこれに同意した。また、GameSpotとSiliconeraでは、海藤とのダイナミックな関係は、二人の相性の良さから称賛されている。
いくつかのメディアが八神と桐生一馬を比較対照している。EGM Nowは、八神の陽気な態度と桐生のストイックな性格の違いが興味深いとしている。Game Informerは、八神には桐生との類似点がなく、より親近感の持てるキャラクターであると指摘している。ストーリーの描写の仕方から、Kotakuは八神を桐生よりリアルなキャラクターだと評している。GamesRadarは、八神の性格を『JUDGE EYES』と『龍が如く』の最大の違いの1つと考え、八神の世界観の違いを強調し、八神は肉体的にも精神的にも際立っていると評価した。GameRevolutionは、八神は桐生よりも弱さを見せる能力があるため、より複雑なキャラクターであると考えている。
GameSpotは、八神を桐生の遺産を継ぐ真の後継者として見るのは難しいとしながらも、八神を同じ『龍が如く』の登場人物である秋山駿と比較し、キャラクターを通して提示される物語性を気に入っているとしている。別のIGNのライターは、八神の戦闘スタイルをジャッキー・チェンの作品と比較した。桐生に似て見えるかもしれないと心配していたが、Polygonは八神と二次的なキャラクターとのやりとりが彼に独自のアイデンティティを与えているという。USGamerとHobby Consolasは、八神は前作ほど魅力的ではないとし、バックストーリーは桐生に似ていると批判的に述べている。PushSquareとGamesRadarは、『JUDGE EYES』の世界的な成功を受けて、八神が続編で戻ってくるのを楽しみにしていると述べ、GamesRadarは桐生の後継者にふさわしいと評価している。八神は、仕事が似ていることから、カプコンの『逆転裁判』シリーズの主人公である成歩堂龍一とよく比較されている。
ジャーナリストからは、八神の2人の声優の声の演技についてもコメントが寄せられている。RPGamerは、『JUDGE EYES』にEditors' Choice Award for Best Voice Actingを授与し、木村とChunの八神役の演技を高く評価した。VG247は、木村のキャラクター描写が日本の女性ファンを魅了していると評価し、USGamerは木村の演技が八神のキャラクターに最も強い影響を与えていると評価している。Kotakuは木村の八神との類似性が同様の理由で東部地域で探偵を人気にしたと語った。チャンの八神役の演技は、The Hollywood ReporterとGame Informerから賞賛された。EGMNowは、脚本家がキャラクターにふさわしくないと判断した木村の演技よりも、チャンの演技の方が印象的だと考えている。2020 NAVGTR Awardsで、木村は八神としての業績で「Performance in a Drama, Lead」賞にノミネートされたが、シャーロット・マクバーニー演じる『プレイグ テイル -イノセンス-』のアミシアに敗れた。